# 주드 윌슨
어니스트 주드 윌슨(영어: Ernest Judson Wilson, 1894년 2월 28일 ~ 1963년 6월 24일)은 니그로 리그 베이스볼에서 1루수, 3루수로 뛰고 감독을 지낸 미국의 전 야구 선수이다. 별명은 '부점'(Boojum)이다.

## 경력
버지니아주 레밍턴에서 태어난 그는 제1차 세계 대전 중 복무했고, 그가 뛴 첫팀은 볼티모어 블랙삭스이고 이후 홈스티드 그레이스, 필라델피아 스타스에서 뛰었다. 니그로 리그의 최고의 파워 히터 중 한 명이며, 그의 0.351의 타율은 최고의 다섯 선수 중 한명으로 꼽히게 했다. 그는 또한 1920년대에 쿠바 윈터 리그에서 놀랄만한 성적을 기록했다.
윌슨은 그가 친 라인 드라이브성 공이 펜스에 부딪히면서 났던 소리 덕분에 '부점'(Boojum)이라는 별명을 얻었다. 투수 사첼 페이지는 그가 상대해왔던 타자들 중 윌슨과 치노 스미스가 가장 아웃시키기 어려운 두 타자였다고 주장했다(윌슨은 페이지를 상대로 0.375의 타율을 기록했다). 포수 조시 깁슨은 윌슨은 자신보다 나은 타자라고 믿었다고 했다.
윌슨은 워싱턴 D.C.에서 69세의 나이로 사망했고, 알링턴 국립 묘지에 묻혔다.